# 関鯨丸
関鯨丸（かんげいまる、ローマ字表記：KANGEI MARU）は、日本の共同船舶が建造する捕鯨母船。

## 建造
世界で唯一、母船方式の捕鯨を行っている共同船舶は、保有する唯一の捕鯨母船である日新丸の代替船を計画していた。日新丸はトロール船から改装した捕鯨母船で、1987年の竣工から35年が経過した2020年代には、管理修繕に1年間で7億円を要するなど老朽化も進んでいた。代替船の建造計画は2012年から始まり、造船所による設計も行われたが、捕鯨に関する環境の複雑さから建造までは至らなかった。
2019年（令和元年）8月、共同船舶は商業捕鯨の再開に伴い、2024年（令和6年）を目処にナガスクジラなどの大型鯨類の処理が可能な代船建造を行う考えを示した。
2021年（令和3年）5月10日、共同船舶は南極海まで航行して漁場で作業を行う新母船の建造費を60億円とし、全額を鯨肉卸値の2割値上げや借入金、クラウドファンディングにより自己資金で調達し、船体の大型化による航続距離の確保やナガスクジラ解体への対応を図り、2024年3月の竣工を予定することを発表した。
2022年（令和4年）11月、捕鯨母船を山口県下関市の旭洋造船が建造することが決まり、共同船舶の出張所が設けられた。
2023年（令和5年）2月10日に鋼材カットを行い起工した。3月7日、全国から集まった2,040件の案から、前田晋太郎下関市長は関鯨丸と命名すると発表した。下関の「関」と「鯨」を用いて、下関を「歓迎」するにかけたとしている。6月21日、船体のブロックを組み立てる起工式が開催され、122個のブロックの組み立てが始まった。
8月31日に林芳正外務大臣（当時、山口県第3区選出）出席のもと進水式が開催された。進水式後に開催された進水祝宴式には、林大臣や吉田真次衆議院議員（山口県第4区選出、元下関市議会議員）、杉田水脈衆議院議員、吉田市長が出席した。
関鯨丸は2024年（令和6年）3月29日に竣工し、旭洋造船で入魂式と引渡調印式が行われた。

## 設計
建造する旭洋造船が設計したが、旭洋造船が捕鯨母船を建造するのは初めてで、何より捕鯨母船の新造自体が1951年（昭和26年）竣工の日新丸（2代目）以来約70年ぶりである。そのため旭洋造船の担当者が日新丸を見学したり、乗組員の意見を聞いたりする、手探りでの設計となった。
建造費抑制のために設計はRO-RO船をベースにしたが、設計変更などの影響で、建造費用は計画時の60億円から2023年3月時点で70億円に高騰しており、最終的に75億円となった。建造費のうち3億円は、母港となる下関市が補助した。

### 船体
船首には、バルバス・バウとサイドスラスターを有している。外観もRO-RO船に似ており、クジラの解体を行う解剖甲板は日本の捕鯨母船で初めて露天から上構内の屋内に設置し、衛生環境を改善した。
主機には、燃費向上と高さの軽減、次世代燃料の導入を考慮し、電気推進を採用した。発電機は4基で、個別の制御することで二酸化炭素排出の軽減が図られる。航続距離は1万3,000km（7,000海里）で、南極海までの航行能力を有し、将来の南極海での捕鯨を可能としている。なお、旭洋造船が電気推進式の船舶を建造するのも初めてである。
乗組員は100名で、このうち50人は鯨類の解体や加工などに従事する製造員である。乗組員の居住室は、相部屋だった日新丸に対し、全員分の個室があり乗組員のプライベートが確保され、テレビやソファが配置され居住性が向上した。

### 漁獲設備
上甲板上には、鯨の捜索に用いる高性能ドローンの格納庫と飛行甲板を有する。鯨肉の箱詰め設備など設備や備品の一部は、引退した日新丸から転用された。
船尾のスリップウェイには扉が設置され、傾斜が日新丸の35度から18度に緩くなったことで、70tのクジラの引き上げが可能になった。解剖甲板は長さ約70mで、鯨の体重を計測する体重計を備える。解剖甲板が船内に移ったことで、鯨肉類の真空パックや梱包を行う工場は隣接して設置された。
冷凍設備は、日新丸では船倉を用いた1,500tの冷凍庫だったが、関鯨丸は冷凍設備に20t冷凍コンテナ40個（合計800t）を有する。積載能力は、ニタリクジラ100頭分に相当する。冷凍設備が小分けになったことで、漁獲量に応じて冷凍設備を稼動させて省エネルギー、省力化を図ると共に、コンテナごとに温度を調節できるようになった。船体の側面には車両用のランプウェイを設けて、鯨肉を港湾施設に移動させることなく、船内で冷凍コンテナをトラックへ直接荷役できるようになった。これらの荷揚げの効率化で、鯨肉の品質向上が期待されている。

## 運用

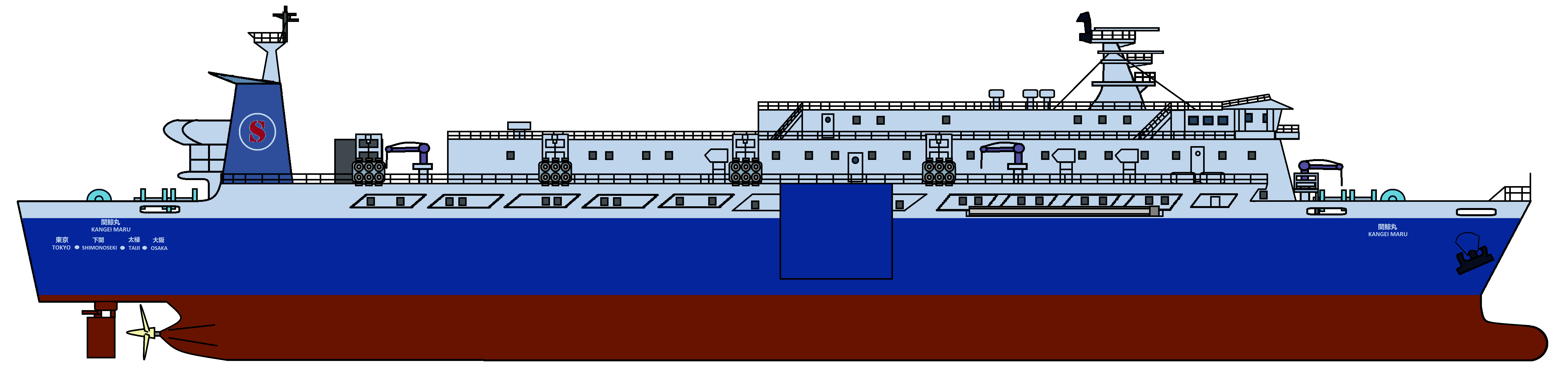
関鯨丸の側面図

下関市役所は、関鯨丸の船籍と定係港を下関港とするよう要望していた。共同船舶の捕鯨船は、既にキャッチャーボートが下関港を定係港としている。日新丸より大型化した関鯨丸は、建造する旭洋造船の修繕ドックに入らないという課題があったが、進水式で共同船舶の社長は下関港を母港にすると明言し、前田市長が歓迎するコメントを述べた。その後、竣工に合わせて関鯨丸の母港は正式に下関港となった。
関鯨丸の保守整備や漁獲する鯨肉の加工や販売などによる下関市の経済効果は、20億円が見込まれている。2023年9月11日には、下関市が製作を委託した関鯨丸をPRするためのロゴシールが下関市役所で公開された。
関鯨丸は2024年5月21日に下関港を出航し、5月23日に東京港に寄港してお披露目式を実施した。東京港出航後、5月25日から北海道・東北地方沖合の太平洋で母船式捕鯨を行い、5月30日に最初の獲物である体長約13m、体重約16.5tのメスのニタリクジラを解体した。6月9日午前7時に仙台港で試験的な荷役を実施し、ニタリクジラ15頭分の鯨肉約50tを荷揚げした。その後も北海道・東北地方沖合の日本の領海や排他的経済水域で母船式捕鯨を操業し、ニタリクジラや商業捕鯨では約50年ぶりに捕獲が認められたナガスクジラなどを約1,550t捕獲し、12月に下関港に帰港した。帰港した関鯨丸は修繕後、2025年（令和7年）4月21日に2回目の母船式捕鯨のために下関港を出港した。
共同船舶の社長は、本船の進水時点で「少なくとも今後30年間は鯨肉の供給責任を果たせる」、就役時点で「沖合母船式捕鯨を未来永劫に続けていく」と述べている。